# Deodato Scaglia
Deodato Scaglia (Brescia, 29 aprile 1592 – Alessandria, 9 marzo 1659) è stato un vescovo cattolico italiano.

## Biografia
Nipote del cardinale Desiderio Scaglia, anch'egli domenicano, figlio di Camillo Zanucchi e di Innocenza, la sorella del cardinale Scaglia, conseguì il grado di magister sacrae theologiae a Bologna, fu vescovo di Melfi e Rapolla dal 19 gennaio 1626 al 1644 e di Alessandria dal 18 aprile 1644 alla morte, avvenuta nel 1659.
Redasse un manuale inquisitoriale, la Prattica di procedere con forma giudiciale nelle cause appartenenti alla Santa Fede (titolo identico al manuale pubblicato dallo zio cardinale), seguito dalla Theorica di procedere tanto in generale, quanto in particolare ne' casi appartenenti alla Santa Fede. I testi, datati 1637 e 1639, sono rimasti manoscritti.